# ادائوف
ادائوف (به پرتغالی: Adaúfe) یک سکونتگاه مسکونی در پرتغال است که در براگا واقع شده‌است.

## خصوصیات
ادائوف ۳٬۹۵۹ نفر جمعیت دارد.